# Екимов, Владимир Никонович
Еки́мов Влади́мир Ни́конович (6 июня 1921, с. Мало-Убинка Верхне-Убинского района, Киргизская АССР, РСФСР — 31 мая 1985) — участник Великой Отечественной войны, директор Новокузнецкого алюминиевого завода. Член ВКП(б) с 1944.

## Биография
Участник Великой Отечественной войны.
В 1951 окончил Казахский горно-металлургический институт (Алма-Ата), начал работать мастером на Новокузнецком алюминиевом заводе в 1952 году по государственному распределению. Волею судьбы Екимов ехал в Сталинск в одном поезде с другим будущим известным металлургом — Минцисом Моисеем Яковлевичем.
С 1971 по 1984 — директор Новокузнецкого алюминиевого завода. В этот период была построена вторая очередь завода, электролизные цехи оснащены системами автоматизации, освоены новые виды продукции.
Был членом Кемеровского обкома партии, Новокузнецкого горкома партии, депутатом областного и городского Советов народных депутатов.
Автор четырёх изобретений, многих рационализаторских предложений.
С 1984 — персональный пенсионер союзного значения.

## Награды и звания
- Орден Отечественной войны I степени
- Орден Красной Звезды
- Орден Октябрьской революции
- Орден Трудового Красного Знамени
- Орден Дружбы Народов
- 10 медалей.
- Решением Новокузнецкого городского Совета народных депутатов № 8/97 от 28.06.2016 г., посмертно присвоено звание «Почетный гражданин города Новокузнецка»[3].

## Память
9 октября 1995 года коллегия Администрации города Новокузнецка приняла решение (№ 793) о переименовании улицы Дорожной в улицу В. Н. Екимова.